# Basjkiers
Het Basjkiers (Башҡорт теле, [bɑʃqort tɪlɪ]) is een Turkse taal, voornamelijk gesproken door de Basjkieren. In 1989 waren er ongeveer 1.047.000 sprekers van het Basjkiers, die in de Sovjet-Unie leefden. 26.737 zeiden dat Basjkiers hun tweede taal was. Daarentegen meenden ongeveer 300.000 Basjkieren dat Tataars hun moedertaal was.
Het merendeel van de mensen die Basjkiers spreken, wonen in de Russische republiek Basjkirostan, maar ook in Tatarije en Oedmoertië. Een aanzienlijk aantal sprekers woont ook in de kraj Perm en de oblasten Tsjeljabinsk, Orenburg, Sverdlovsk en Koergan. Er wonen tevens grote Basjkierse minderheden in Kazachstan en Oezbekistan.
Hoewel de Basjkieren oorspronkelijk Oegrische of Finse stammen waren, namen ze de taal van de Bulgaren over. Na de invasie van de Mongolen geraakte het Kiptsjaaks algemeen verspreid, omdat het de taal was van de stammen van de Gouden Horde.

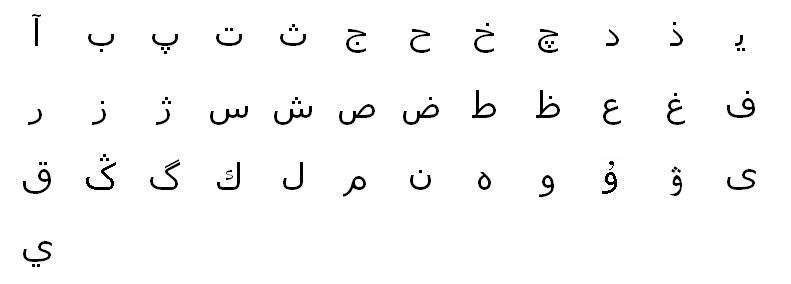
Het Basjkiers alfabet met Arabische letters.

Net zoals het Tataars heeft het Basjkiers zijn oorsprong in de Kiptsjaakse tak van de Turkse talen. Vandaag kent het Basjkiers vele dialecten, die in vele gelijkenissen hebben met het Tataars. Vroeger gebruikten de Basjkieren het Tataars als geschreven taal. In de 15e eeuw werd deze vervangen door het Tsjagataïsch, dat in gebruik bleef tot 1923. Zowel Tataars als Tsjagataïsch werden in het Arabisch schrift geschreven.
In 1923 werd er een alfabet gecreëerd op maat van het Basjkiers. Er werd ook een eigen literaire taal gecreëerd, dat zo veel mogelijk verschilde van het bourgeois Tataarse dialect. In het begin werd een aangepast Arabisch alfabet gebruikt, maar in 1930 werd dit vervangen door een alfabet gebaseerd op het Latijnse:
| A a | B b | C c | D d | Đ đ | E e | Ә ә | F f |
| G g | Ƣ ƣ | H h | I i | J j | K k | L l | M m |
| N n | Ņ ņ | O o | Ө ө | P p | Q q | R r | S s |
| Ş ş | T t | Ѣ ѣ | U u | V v | X x | Y y | Z z |
| Ƶ ƶ | Ь ь | '   |     |     |     |     |     |

## Cyrillisch alfabet
Dit Latijnse alfabet werd op zijn beurt vervangen door een op het Cyrillisch gebaseerd alfabet in 1938. Dit alfabet is hetzelfde als het Russische, met toevoeging van de volgende letters: Ғ ғ, Ҙ ҙ, Ҡ ҡ, Ң ң, Ө ө, Ҫ ҫ, Ү ү, Һ һ, Ә ә.

Bashkir-toetsenbordindeling

| Basjkiers alfabet - Башҡорт әлифбаһы - Башкирский алфавит | Basjkiers alfabet - Башҡорт әлифбаһы - Башкирский алфавит | Basjkiers alfabet - Башҡорт әлифбаһы - Башкирский алфавит | Basjkiers alfabet - Башҡорт әлифбаһы - Башкирский алфавит | Basjkiers alfabet - Башҡорт әлифбаһы - Башкирский алфавит | Basjkiers alfabet - Башҡорт әлифбаһы - Башкирский алфавит |
| Letter                                                    | IPA                                                       | Letter                                                    | IPA                                                       | Letter                                                    | IPA                                                       |
| --------------------------------------------------------- | --------------------------------------------------------- | --------------------------------------------------------- | --------------------------------------------------------- | --------------------------------------------------------- | --------------------------------------------------------- |
| Аа (а)                                                    | [a]                                                       | Бб (бэ)                                                   | [b]                                                       | Вв (вэ)                                                   | [v]                                                       |
| Гг (гэ)                                                   | [g]                                                       | Ғғ (ғы)                                                   | [ɣ]                                                       | Дд (дэ)                                                   | [d]                                                       |
| Ҙҙ (ҙэ)                                                   | [ð]                                                       | Ее (йе)                                                   | [e], [je]                                                 | Ёё (йо)                                                   | [jo]                                                      |
| Жж (жэ)                                                   | [ʒ]                                                       | Зз (зэ)                                                   | [z]                                                       | Ии (и)                                                    | [i]                                                       |
| Йй (ҡыҫҡа и)                                              | [j]                                                       | Кк (ка)                                                   | [k]                                                       | Ҡҡ ҡы)                                                    | [q]                                                       |
| Лл (эль)                                                  | [l]                                                       | Мм (эм)                                                   | [m]                                                       | Нн (эн)                                                   | [n]                                                       |
| Ңң (эң)                                                   | [ŋ]                                                       | Оо (о)                                                    | [o]                                                       | Өө (ө)                                                    | [ø]                                                       |
| Пп (пэ)                                                   | [p]                                                       | Рр (эр)                                                   | [r]                                                       | Сс (эс)                                                   | [s]                                                       |
| Ҫҫ (ҫэ)                                                   | [θ]                                                       | Тт (тэ)                                                   | [t]                                                       | Уу (у)                                                    | [u]                                                       |
| Үү (ү)                                                    | [y]                                                       | Фф (эф)                                                   | [f]                                                       | Хх (ха)                                                   | [x]                                                       |
| Һһ (һа)                                                   | [h]                                                       | Цц (цэ)                                                   | [ʦ]                                                       | Чч (чэ)                                                   | [ʧ]                                                       |
| Шш (ша)                                                   | [ʃ]                                                       | Щщ (ща)                                                   | [ɕ]                                                       | Ъъ (ҡатылыҡ билдәһе)                                      | [ʔ]                                                       |
| Ыы (ы)                                                    | [ɯ]                                                       | Ьь (йомшаҡлыҡ билдәһе)                                    | [ʲ]                                                       | Ээ (э)                                                    | [e]                                                       |
| Әә (ә)                                                    | [æ]                                                       | Юю (йу)                                                   | [ju]                                                      | Яя (йа)                                                   | [ja]                                                      |